# Marek Witkowski (profesor nauk technicznych)
Marek Witkowski – polski profesor nauk technicznych, nauczyciel akademicki
Politechniki Warszawskiej i Wyższej Szkoły Ekologii i Zarządzania w Warszawie, specjalista w zakresie mechaniki budowli, mechaniki konstrukcji oraz metod komputerowych w inżynierii lądowej.

## Życiorys
W 1961 ukończył studia na Politechnice Warszawskiej. Otrzymał stopień naukowy doktora i stopień doktora habilitowanego. W 1996 uzyskał tytuł profesora nauk technicznych.
Został nauczycielem akademickim Politechniki Warszawskiej i Wyższej Szkoły Ekologii i Zarządzania w Warszawie.
Uzyskał członkostwo w zarządzie Polskiego Towarzystwa Metod Komputerowych Mechaniki.